# 電話番号
電話番号（でんわばんごう、英語: telephone number）は、電話網において、固定電話の加入者線、携帯電話などの移動体通信・IP電話の特定のサービスアカウント、電気通信サービスを選択・接続するために用いられる有限の数値配列による識別子である。
通常は電話番号と加入者などは一対一対応するが、共同電話のように同一の番号を複数の加入者で共用する場合や、単一の加入者線に複数の論理番号（ダイヤルイン番号）を割当る場合もある。
加入者線・サービスアカウント・通信サービスなどに重複なく割り当て管理する電話番号計画は、国際公衆交換電話網ではITU-T勧告E.164で規定されている。

## 電話番号の社会的な役割
電話番号には、電話網の接続・サービスの選択以外に次のような役割もある。
- 携帯電話などの移動体通信・IP電話・着信課金電話番号などのサービス別に割り当てられて、通話料金の目安を発信者に与える。
- 固定電話地理的番号が加入者の住所の目安となる。

また、企業・商店などでは、企業価値の構成要素の一つとなり、広告などで使用されることもある。そのため、覚えやすい又は縁起の良い電話番号は高値で取引されている。

## 各国の電話番号
- 北米電話番号計画：アメリカ合衆国・カナダ・バミューダ諸島・16のカリブ海諸国の電話番号計画を行う機関。
- 日本の電話番号：加入電話・総合ディジタル通信網サービス等の基礎的電気通信役務での電話番号は、市外局番、市内局番、加入者番号にて構成され、原則として10桁または11桁の数字で構成される。総務省の所管。

## 電話番号の記述表記
一般的に電話番号は「市外局番」（または「エリアコード」）と、「市内局番」、「加入者番号」の3種から成り立ち、記述する場合はそれぞれをハイフン(-)記号または空白記号で区切って記述する（例：03-9999-0000、03 9999 0000）。携帯電話番号も同様に記述する（例：090-9999-0000、090 9999 0000）。